# 張烈士培爵紀念碑
張烈士培爵紀念碑位於重慶市渝中区朝天门街道滄白路，文物遺址年代為1913年（建於1946年），1962年2月18日列為重慶市第一批文物古蹟保護單位，1983年12月1日列為重慶市第一批市級文物保護單位。2000年9月7日列為第一批重慶市文物保護單位。

## 照片

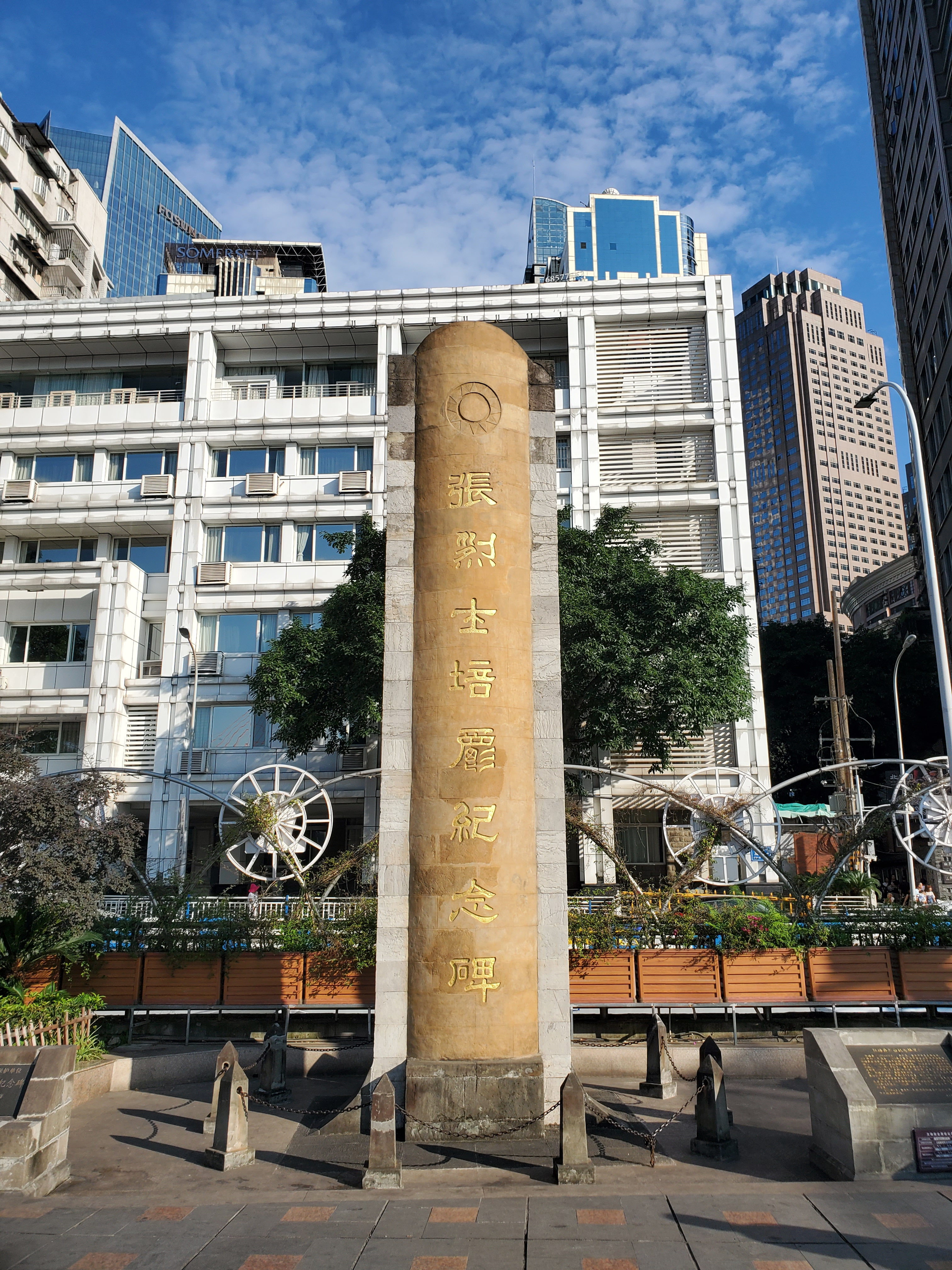
張烈士培爵紀念碑